# Emme (fiume)
L'Emme è un fiume della Svizzera, affluente di destra dell'Aar.
Nasce nelle Alpi bernesi tra i monti Hohgant e Augstmatthorn nel Canton Berna.
Attraversa l'Emmental e scorre fino al fiume Aar vicino alla città di Soletta. Il suo bacino idrografico è di 983 km². La portata media nel 2009 è stata di circa 8,30 m³/s.
Attraversa i comuni di Habkern, Flühli, Schangnau, Eggiwil, Signau, Lauperswil, Rüderswil, Lützelflüh, Hasle bei Burgdorf, Rüegsau, Heimiswil, Burgdorf, Kirchberg, Lyssach, Rüdtligen-Alchenflüh, Aefligen, Utzenstorf, Bätterkinden, Wiler bei Utzenstorf, Zielebach, Gerlafingen, Biberist, Derendingen, Zuchwil e Luterbach.